# Marcowy lew
Marcowy lew (jap. 3月のライオン Sangatsu no raion) – manga stworzona przez Chikę Umino, ukazująca się w magazynie „Young Animal” od lipca 2007 i zebrana w 17 tomach.
Na jej podstawie powstał serial anime wyprodukowany przez studio Shaft oraz dwuczęściowy film live action.
W Polsce manga ukazuje się nakładem wydawnictwa Dango.

## Fabuła
Rei Kiriyama jest 17-letnim graczem shōgi mieszkającym w Tokio z dala od swojej rodziny zastępczej. Jest zaznajomiony z mieszkającymi w okolicy siostrami Kawamoto – Akari, Hinatą i Momo, a także ich dziadkiem i kotami. Kiriyama jest introwertykiem i boryka się z rozwijaniem zarówno jako osoba, jak i gracz shōgi. Podczas swojej podróży przez życie zawiera nowe znajomości i powoli zaczyna raz jeszcze czuć szczęście.

## Bohaterowie

### Główni
- Rei Kiriyama (jap. 桐山 零 Kiriyama Rei)

Seiyū: Kengo Kawanishi, Yumi Uchiyama (dziecko) 
- Akari Kawamoto (jap. 川本 あかり Kawamoto Akari)

Seiyū: Ai Kayano 
- Hinata Kawamoto (jap. 川本 ひなた Kawamoto Hinata)

Seiyū: Kana Hanazawa 
- Momo Kawamoto (jap. 川本 モモ Kawamoto Momo)

Seiyū: Misaki Kuno 

### Rodzina Kōda
- Masachika Kōda (jap. 幸田 柾近 Kōda Masachika)

Seiyū: Tōru Ōkawa 
- Kyōko Kōda (jap. 幸田 香子 Kōda Kyōko)

Seiyū: Marina Inoue 
- Ayumu Kōda (jap. 幸田 歩 Kōda Ayumu)

Seiyū: Marina Inoue 

### Profesjonalni gracze shōgi
- Harunobu Nikaidō (jap. 二海堂 晴信 Nikaidō Harunobu)

Seiyū: Nobuhiko Okamoto 
- Kai Shimada (jap. 島田 開 Shimada Kai)

Seiyū: Shinichiro Miki 
- Masamune Gotō (jap. 後藤 正宗 Gotō Masamune)

Seiyū: Hiroki Tōchi 
- Tōji Sōya (jap. 宗谷 冬司 Sōya Tōji)

Seiyū: Akira Ishida 
- Issa Matsumoto (jap. (松本 一砂 Matsumoto Issa)

Seiyū: Subaru Kimura 
- Tatsuyuki Misumi (jap. 三角 龍雪 Misumi Tatsuyuki)

Seiyū: Tomokazu Sugita 
- Takeshi Tsujii (jap. 辻井 武史 Tsujii Takeshi)

Seiyū: Yuichi Nakamura 
- Shōichi Matsunaga (jap. 松永 正一 Matsunaga Shōichi)

Seiyū: Kazuo Oka 
- Manabu Yasui (jap. 安井学 Yasui Manabu)

Seiyū: Mitsuo Iwata 
- Raidō Fujimoto (jap. 藤本 雷堂 Fujimoto Raidō)

Seiyū: Akio Ōtsuka 

### Poboczni
- Yūsuke Takahashi (jap. 高橋 勇介 Takahashi Yūsuke)

Seiyū: Yoshimasa Hosoya 
- Someji Kawamoto (jap. 川本 相米二 Kawamoto Someji)

Seiyū: Shigeru Chiba 
- Hanaoka (jap. 花岡)

Seiyū: Yōji Ueda 
- Takashi Hayashida (jap. 林田 高志 Hayashida Takashi)

Seiyū: Takahiro Sakurai 
- Misaki Kawamoto (jap. 川本 美咲 Kawamoto Misaki)

Seiyū: Michiko Neya 
- Eisaku Noguchi (jap. 野口 英作 Noguchi Eisaku)

Seiyū: Yūji Ueda 
- Seijirou Amaido (jap. 政治ろ あまいど Amaido Seijirō)
- Kuro-chan (jap. クロちゃん), Mike-chan (jap. ミケちゃん) i Shiro-chan (jap. シロちゃん)

- Mikako Kawamoto (jap. 川本美香子 Kawamoto Mikako)

Seiyū: Mikako Takahashi 

## Manga
Pierwszy rozdział mangi został opublikowany 13 lipca 2007 w magazynie „Young Animal”. Następnie wydawnictwo Hakusensha rozpoczęło zbieranie rozdziałów do wydań w formacie tankōbon, których pierwszy tom ukazał się 22 lutego 2008. Według stanu na 29 sierpnia 2023, do tej pory wydano 17 tomów.
W Polsce manga jest wydawana przez wydawnictwo Dango od 26 kwietnia 2019.
| Nr | Język japoński    | Język japoński         | Język polski         | Język polski           |
| Nr | Data wydania      | ISBN                   | Data wydania         | ISBN                   |
| -- | ----------------- | ---------------------- | -------------------- | ---------------------- |
| 1  | 22 lutego 2008    | ISBN 978-4-59-214511-0 | 26 kwietnia 2019     | ISBN 978-83-65856-51-7 |
| 2  | 28 listopada 2008 | ISBN 978-4-59-214512-7 | 29 lipca 2019        | ISBN 978-83-65856-52-4 |
| 3  | 12 sierpnia 2009  | ISBN 978-4-59-214513-4 | 15 grudnia 2019      | ISBN 978-83-65856-53-1 |
| 4  | 9 kwietnia 2010   | ISBN 978-4-59-214514-1 | 10 lutego 2020       | ISBN 978-83-65856-54-8 |
| 5  | 26 listopada 2010 | ISBN 978-4-59-214515-8 | 28 kwietnia 2020     | ISBN 978-83-65856-55-5 |
| 6  | 22 lipca 2011     | ISBN 978-4-59-214516-5 | 15 czerwca 2020      | ISBN 978-83-65856-56-2 |
| 7  | 23 marca 2012     | ISBN 978-4-59-214517-2 | 28 sierpnia 2020     | ISBN 978-83-65856-57-9 |
| 8  | 14 grudnia 2012   | ISBN 978-4-59-214518-9 | 29 października 2020 | ISBN 978-83-65856-58-6 |
| 9  | 27 września 2013  | ISBN 978-4-59-214519-6 | 21 grudnia 2020      | ISBN 978-83-65856-59-3 |
| 10 | 28 listopada 2014 | ISBN 978-4-59-214520-2 | 26 lutego 2021       | ISBN 978-83-66596-23-8 |
| 11 | 25 września 2015  | ISBN 978-4-59-214521-9 | 20 maja 2021         | ISBN 978-83-66596-24-5 |
| 12 | 29 września 2016  | ISBN 978-4-59-214522-6 | 21 października 2021 | ISBN 978-83-66596-25-2 |
| 13 | 29 września 2017  | ISBN 978-4-59-214523-3 | 5 stycznia 2022      | ISBN 978-83-66596-26-9 |
| 14 | 21 grudnia 2018   | ISBN 978-4-59-216024-3 | 16 sierpnia 2022     | ISBN 978-83-66596-27-6 |
| 15 | 26 grudnia 2019   | ISBN 978-4-59-216025-0 | 4 lutego 2023        | ISBN 978-83-67389-31-0 |
| 16 | 29 września 2021  | ISBN 978-4-59-216026-7 | —                    |                        |
| 17 | 29 sierpnia 2023  | ISBN 978-4-592-16027-4 | —                    |                        |

## Anime
25 września 2015 roku zapowiedziano adaptację mangi w formie serialu anime. Produkcją zajęło się studio Shaft, a reżyserią – Akiyuki Shinbo.
Emisja pierwszego sezonu rozpoczęła się 8 października 2016 na kanale NHK G, a zakończyła 18 marca 2017, licząc sobie 22 odcinki.
Sezon drugi rozpoczął się 14 października 2017 i skończył 31 marca 2018, trwając 22 odcinki.
Od lipca 2018 roku w polskiej ofercie serwisu Netflix znajduje się pierwszy sezon. W kwietniu 2019 udostępniono sezon drugi.

## Film live action
Razem z serią anime zapowiedziano filmową adaptację live action. Film, w reżyserii Keishiego Ōtomo, został wydany w dwóch częściach 18 marca i 22 kwietnia 2017.

## Odbiór
W 2011 roku seria otrzymała nagrodę Manga Taishō oraz Kōdansha Manga. W 2014 wygrała główną Nagrodę Kulturalną im. Osamu Tezuki.
W recenzji pierwszego sezonu serialu anime serwisu Tanuki.pl, pochwalono kreację bohaterów, twierdząc, że każdy z nich „sprawia wrażenie interesującego, kompletnego człowieka”. Autorka komplementuje również grę aktorską i stronę audio-wizualną. Krytyce ulega jednak tempo akcji.
Kamil „Glockens” Ratajczak z bloga Golden Weebs pochwalił łatwość odbioru serii, pomimo braku wiedzy o shōgi.